# Cosmophasis strandi
Cosmophasis strandi là một loài nhện trong họ Salticidae.
Loài này thuộc chi Cosmophasis. Cosmophasis strandi được Lodovico di Caporiacco miêu tả năm 1947.